# 森迪姆
森迪姆是葡萄牙布拉干萨区的一个堂区。总面积38.31平方公里，总人口1432人，人口密度37.4人/平方公里。